# Persone di nome Eduard
| Questa pagina contiene informazioni ricavate automaticamente dalle voci biografiche con l'ausilio del template Bio e di un bot. L'aggiornamento è periodico e automatico e ricostruisce completamente la pagina. Se manca una persona in questa lista, sei pregato di non aggiungerla, ma accertati piuttosto che la sua voce biografica contenga il template Bio e che i dati anagrafici siano correttamente compilati. Se il template Bio manca, inseriscilo tu stesso o, in alternativa, metti l'avviso {{tmp\|Bio}} che ne segnala la mancanza. Se i dati riportati sono sbagliati, correggi direttamente la voce biografica; le modifiche saranno visibili in questa lista entro pochi giorni. Per chiarimenti vedi il progetto antroponimi. La lista contiene solo le 232 persone che sono citate nell'enciclopedia e per le quali è stato implementato correttamente il template Bio. Pagina aggiornata al 16 ott 2024. |

Questa è una lista di persone presenti nell'enciclopedia che hanno il prenome Eduard, suddivise per attività principale.

## Allenatori di calcio(6)
- Edi Bauer, allenatore di calcio e calciatore austriaco (n. 1894 - † 1948)
- Eduard Eranosjan, allenatore di calcio e ex calciatore bulgaro (Plovdiv, n. 1961)
- Eduard Frühwirth, allenatore di calcio e calciatore austriaco (Vienna, n. 1908 - † 1973)
- Eduard Geyer, allenatore di calcio e ex calciatore tedesco (Bielitz, n. 1944)
- Eduard Glieder, allenatore di calcio e ex calciatore austriaco (Graz, n. 1969)
- Edi Martini, allenatore di calcio e ex calciatore albanese (Scutari, n. 1975)

## Allenatori di pallacanestro(1)
- Edu Torres, allenatore di pallacanestro spagnolo (Barcellona, n. 1964)

## Alpinisti(1)
- Edi Rainer, alpinista austriaco (n. 1914 - Eiger, † 1936)

## Arabisti(1)
- Eduard Glaser, arabista, archeologo e esploratore austriaco (Podbořanský Rohozec, n. 1855 - Monaco di Baviera, † 1908)

## Aracnologi(1)
- Eduard Reimoser, aracnologo austriaco (Feldsberg, n. 1864 - Vienna, † 1940)

## Architetti(1)
- Eduard van der Nüll, architetto austriaco (Vienna, n. 1812 - Vienna, † 1868)

## Archivisti(1)
- Eduard von der Hellen, archivista, curatore editoriale e scrittore tedesco (Beverstedt, n. 1863 - Stoccarda, † 1927)

## Arcivescovi cattolici(4)
- Eduard Baron von der Ropp, arcivescovo cattolico tedesco (Daugavpils, n. 1851 - Poznań, † 1939)
- Eduard Daher, arcivescovo cattolico libanese (Quaa, n. 1973)
- Eduard Macheiner, arcivescovo cattolico austriaco (Fresen, n. 1907 - Salisburgo, † 1972)
- Eduard Nécsey, arcivescovo cattolico slovacco (Oslany, n. 1892 - Nitra, † 1968)

## Artisti marziali misti(1)
- Eduard Folayang, artista marziale misto filippino (Baguio, n. 1984)

## Astronomi(1)
- Eduard Schönfeld, astronomo tedesco (Hildburghausen, n. 1828 - Bonn, † 1891)

## Attori(3)
- Eduard Fernández, attore spagnolo (Barcellona, n. 1964)
- Eduard Franz, attore statunitense (Milwaukee, n. 1902 - Los Angeles, † 1983)
- Eduard von Winterstein, attore tedesco (Vienna, n. 1871 - Berlino, † 1961)

## Banchieri(1)
- Eduard von der Heydt, banchiere, collezionista d'arte e mecenate tedesco (n. 1882 - † 1964)

## Bibliotecari(1)
- Constantin von Wurzbach, bibliotecario, archivista e lessicografo austriaco (Lubiana, n. 1818 - Berchtesgaden, † 1893)

## Bobbisti(4)
- Eduard von Falz-Fein, bobbista, dirigente sportivo e filantropo russo (Gavrilovka, n. 1912 - Vaduz, † 2018)
- Edy Hubacher, ex bobbista, multiplista e discobolo svizzero (Berna, n. 1940)
- Eduard Kaltenberger, ex bobbista tedesco
- Eduard Scherrer, bobbista svizzero (Leysin, n. 1890 - † 1972)

## Botanici(7)
- Eduard Fenzl, botanico austriaco (Krummnußbaum, n. 1808 - Vienna, † 1879)
- Eduard Fischer, botanico e micologo svizzero (Berna, n. 1861 - Berna, † 1939)
- Eduard Formánek, botanico slovacco (Klatovy, n. 1845 - Salonicco, † 1900)
- Eduard Friedrich Poeppig, botanico, zoologo e esploratore tedesco (Plauen, n. 1798 - Wahren, † 1868)
- Eduard August von Regel, botanico tedesco (Gotha, n. 1815 - San Pietroburgo, † 1892)
- Eduard Oscar Schmidt, botanico e zoologo tedesco (Torgau, n. 1823 - Strasburgo, † 1886)
- Eduard Strasburger, botanico tedesco (Varsavia, n. 1844 - Bonn, † 1912)

## Calciatori(35)
- Eduard Antoine, ex calciatore haitiano (n. 1949)
- Eduard Atuesta, calciatore colombiano (Vélez, n. 1997)
- Eduard Bauer, calciatore e giocatore di bridge svizzero
- Eduard Bello, calciatore venezuelano (Cúa, n. 1995)
- Edu Campabadal, calciatore spagnolo (Tarragona, n. 1993)
- Eduard Cychmejstruk, ex calciatore ucraino (Makiïvka, n. 1973)
- Eduard Duriaux, calciatore svizzero (n. 1890 - † 1960)
- Eduard Ellmann-Eelma, calciatore estone (San Pietroburgo, n. 1902 - Kirov, † 1941)
- Eduard Engel, calciatore austriaco (Praga, n. 1884 - Vienna, † 1939)
- Eduard Florescu, calciatore rumeno (Pitești, n. 1997)
- Eduard Garonne, calciatore svizzero (Genova, n. 1881 - † 1938)
- Eduard Hrnčár, ex calciatore slovacco (Nitra, n. 1978)
- Eduard Hundt, calciatore tedesco (Brema, n. 1909 - † 2002)
- Eduard Kaçaçi, ex calciatore albanese (Tirana, n. 1967)
- Eduard Kainberger, calciatore austriaco (Salisburgo, n. 1911 - Salisburgo, † 1974)
- Eduard Kanhäuser, calciatore austriaco (Vienna, n. 1901 - Casamari, † 1944)
- Eduard Krieger, calciatore austriaco (Vienna, n. 1946 - Vienna, † 2019)
- Eduard Krčma, calciatore cecoslovacco (Pardubice, n. 1898 - † 1960)
- Eduard Löwen, calciatore tedesco (Idar-Oberstein, n. 1997)
- Eduard Müller, calciatore svizzero (n. 1908)
- Eduard Nuñez, ex calciatore dominicano (Santo Domingo, n. 1991)
- Edu Oriol, ex calciatore spagnolo (Cambrils, n. 1986)
- Eduard Pendorf, calciatore tedesco (Lehe, n. 1892 - † 1958)
- Eduard Ratnikov, ex calciatore estone (Pärnu, n. 1983)
- Eduard Rădăslăvescu, calciatore rumeno (Orșova, n. 2004)
- Eduard Sacapaño, ex calciatore filippino (Bago, n. 1980)
- Eduard Sarapij, calciatore ucraino (Zaporižžja, n. 1999)
- Eduard Schönecker, calciatore, velocista e architetto austriaco (Vienna, n. 1885 - Vienna, † 1963)
- Eduard Serhijenko, calciatore ucraino (Charcyz'k, n. 1983)
- Eduard Sobol', calciatore ucraino (Vil'njans'k, n. 1995)
- Eduard Son, ex calciatore kazako (Karaganda, n. 1964)
- Eduard Stăncioiu, ex calciatore rumeno (Bucarest, n. 1981)
- Eduard Tanushi, ex calciatore albanese (Laç, n. 1983)
- Eddy Treijtel, ex calciatore olandese (Rotterdam, n. 1946)
- Eduard Wolpers, calciatore tedesco (Hannover, n. 1900 - † 1976)

## Cantanti(2)
- Eduard Romanjuta, cantante e flautista ucraino (Ternopil', n. 1992)
- Eddy Wally, cantante belga (Zelzate, n. 1932 - Zelzate, † 2016)

## Cartografi(1)
- Eduard Imhof, cartografo e docente svizzero (Schiers, n. 1895 - Erlenbach, † 1986)

## Cestisti(1)
- Eduard Vălčev, ex cestista bulgaro (Sofia, n. 1968)

## Chimici(2)
- Eduard Buchner, chimico tedesco (Monaco di Baviera, n. 1860 - Focșani, † 1917)
- Eduard Zintl, chimico tedesco (Weiden in der Oberpfalz, n. 1898 - Darmstadt, † 1941)

## Chirurghi(3)
- Eduard Sonnenburg, chirurgo tedesco (Brema, n. 1848 - Bad Wildungen, † 1915)
- Eduard Zeis, chirurgo e oculista tedesco (Dresda, n. 1807 - Dresda, † 1868)
- Eduard Georg von Wahl, chirurgo tedesco (Vatla, n. 1833 - Tartu, † 1890)

## Chitarristi(1)
- Eddy Christiani, chitarrista, cantante e compositore olandese (L'Aia, n. 1918 - Aalsmeer, † 2016)

## Ciclisti su strada(2)
- Eduard Michael Grosu, ciclista su strada rumeno (Zărnești, n. 1992)
- Eduard Prades, ciclista su strada spagnolo (Tarragona, n. 1987)

## Clarinettisti(1)
- Eduard Brunner, clarinettista svizzero (Basilea, n. 1939 - Monaco di Baviera, † 2017)

## Collezionisti d'arte(1)
- Edy de Wilde, collezionista d'arte olandese (Nimega, n. 1919 - Amsterdam, † 2005)

## Compositori(7)
- Eduard Caudella, compositore, violinista e direttore d'orchestra romeno (Iași, n. 1841 - Iași, † 1924)
- Eduard Künneke, compositore tedesco (Emmerich am Rhein, n. 1885 - † 1953)
- Eduard Lassen, compositore e direttore d'orchestra danese (Copenaghen, n. 1830 - Weimar, † 1904)
- Eduard Francevič Napravnik, compositore e direttore d'orchestra ceco (Býšť, n. 1839 - Pietrogrado, † 1916)
- Eduard Strauss, compositore, direttore d'orchestra e arpista austriaco (Vienna, n. 1835 - Vienna, † 1916)
- Eduard Tubin, compositore e direttore d'orchestra estone (Torila, n. 1905 - Stoccolma, † 1982)
- Eduard Grell, compositore, organista e docente tedesco (Berlino, n. 1800 - Berlino, † 1886)

## Critici musicali(1)
- Eduard Hanslick, critico musicale e musicologo austriaco (Praga, n. 1825 - Baden, † 1904)

## Diplomatici(2)
- Eduard Toda i Güell, diplomatico, bibliografo e egittologo spagnolo (Reus, n. 1852 - Monastero di Santa Maria di Poblet, † 1941)
- Herbert von Dirksen, diplomatico tedesco (Berlino, n. 1882 - Monaco di Baviera, † 1955)

## Direttori d'orchestra(3)
- Eduard van Beinum, direttore d'orchestra olandese (Arnhem, n. 1901 - Amsterdam, † 1959)
- Eduard Strauss II, direttore d'orchestra austriaco (Vienna, n. 1910 - Vienna, † 1969)
- Eduard Wachmann, direttore d'orchestra, compositore e docente romeno (Bucarest, n. 1836 - Bucarest, † 1908)

## Direttori della fotografia(2)
- Eduard Grau, direttore della fotografia spagnolo (Barcellona, n. 1981)
- Eduard Hoesch, direttore della fotografia e produttore cinematografico austriaco (Vienna, n. 1890 - Vienna, † 1983)

## Drammaturghi(1)
- Eduard von Bauernfeld, drammaturgo tedesco (Vienna, n. 1802 - † 1890)

## Entomologi(1)
- Eduard Dämel, entomologo tedesco (Amburgo, n. 1821 - † 1900)

## Filologi(3)
- Eduard Norden, filologo classico e storico delle religioni tedesco (Emden, n. 1868 - Zurigo, † 1941)
- Eduard Schwartz, filologo classico tedesco (Kiel, n. 1858 - Monaco di Baviera, † 1940)
- Eduard Wölfflin, filologo classico e latinista svizzero (Basilea, n. 1831 - Basilea, † 1908)

## Fisici(2)
- Eduard Hagenbach-Bischoff, fisico svizzero (Basilea, n. 1833 - Basilea, † 1910)
- Eduard Riecke, fisico tedesco (Stoccarda, n. 1845 - Gottinga, † 1915)

## Fisiologi(2)
- Eduard Pflüger, fisiologo tedesco (Hanau, n. 1829 - Bonn, † 1910)
- Eduard Weber, fisiologo e anatomista tedesco (Wittenberg, n. 1806 - † 1871)

## Fisioterapisti(1)
- Felix Kersten, fisioterapista finlandese (Jur'ev, n. 1898 - Hamm, † 1960)

## Fondisti(1)
- Eduard Hauser, ex fondista svizzero (n. 1948)

## Fotografi(2)
- Eduard Admetlla i Lázaro, fotografo e inventore spagnolo (Barcellona, n. 1924 - Barcellona, † 2019)
- Eduard Spelterini, fotografo svizzero (Bazenheid, n. 1852 - Zipf, † 1931)

## Generali(8)
- Eduard von Böhm-Ermolli, generale austro-ungarico (Ancona, n. 1856 - Troppavia, † 1941)
- Eduard Deisenhofer, generale tedesco (Frisinga, n. 1909 - Arnswalde, † 1945)
- Eduard Dietl, generale tedesco (Bad Aibling, n. 1890 - Rettenegg, † 1944)
- Eduard von Litzelhofen, generale austriaco (Paternion, n. 1820 - Praga, † 1882)
- Eduard von Peucker, generale e politico prussiano (Schmiedeberg, n. 1791 - Berlino, † 1876)
- Alois von Schönburg-Hartenstein, generale austro-ungarico (Karlsruhe, n. 1858 - Hartenstein, † 1944)
- Eduard Vogel von Falckenstein, generale prussiano (Breslavia, n. 1797 - Lubsko, † 1885)
- Eduard Wagner, generale tedesco (Kirchenlamitz, n. 1894 - Zossen, † 1944)

## Geografi(2)
- Eduard Brückner, geografo, meteorologo e climatologo tedesco (Jena, n. 1862 - Vienna, † 1927)
- Eduard Richter, geografo austriaco (Mannersdorf am Leithagebirge, n. 1847 - Graz, † 1905)

## Geologi(2)
- Eduard Suess, geologo austriaco (Londra, n. 1831 - Vienna, † 1914)
- Eduard Gustav von Toll, geologo e esploratore russo (Reval, n. 1858 - † 1902)

## Gesuiti(1)
- Eduard Profittlich, gesuita e arcivescovo cattolico tedesco (Birresdorf, n. 1890 - Kirov, † 1942)

## Ginecologi(2)
- Eduard Arnold Martin, ginecologo tedesco (Heidelberg, n. 1809 - Berlino, † 1875)
- Eduard Caspar Jacob von Siebold, ginecologo tedesco (Würzburg, n. 1801 - Gottinga, † 1861)

## Ginnasti(1)
- Edi Steinemann, ginnasta svizzero (n. 1906 - † 1937)

## Giocatori di calcio a 5(1)
- Eduard Demandt, ex giocatore di calcio a 5 olandese (n. 1960)

## Giocatori di football americano(1)
- Eduard Maličovský, giocatore di football americano ceco

## Giuristi(3)
- Eduard Gans, giurista e filosofo tedesco (Berlino, n. 1797 - Berlino, † 1839)
- Eduard Reut-Nicolussi, giurista e politico austriaco (Trento, n. 1888 - Innsbruck, † 1958)
- Eduard Stettler, giurista e esperantista svizzero (Berna, n. 1880 - † 1940)

## Hockeisti su ghiaccio(2)
- Eduard Lewandowski, hockeista su ghiaccio tedesco (Krasnotur'insk, n. 1980)
- Eduard Novák, hockeista su ghiaccio ceco (Buštěhrad, n. 1946 - Kladno, † 2010)

## Hockeisti su pista(1)
- Eduard Lamas Alsina, hockeista su pista spagnolo (Barcellona, n. 1990)

## Hockeisti su prato(2)
- Eddy Tiel, hockeista su prato olandese (L'Aia, n. 1926 - Emst, † 1993)
- Eduard Tubau, hockeista su prato spagnolo (Terrassa, n. 1981)

## Imprenditori(1)
- Eduard Schulte, imprenditore tedesco (Düsseldorf, n. 1891 - Zurigo, † 1966)

## Ingegneri(1)
- Eduard Kreyßig, ingegnere e architetto tedesco (Eichelsachsen, n. 1830 - Magonza, † 1897)

## Judoka(1)
- Eduard Trippel, judoka tedesco (Rüsselsheim am Main, n. 1997)

## Linguisti(2)
- Eduard Sievers, linguista e filologo tedesco (Lippoldsberg, n. 1850 - Lipsia, † 1932)
- Rudolf Thurneysen, linguista svizzero (Basilea, n. 1857 - Bonn, † 1940)

## Lottatori(4)
- Eduard Grigorev, lottatore russo (Viljujsk, n. 1995)
- Eduard Popp, lottatore tedesco (Barnaul, n. 1991)
- Eduard Pütsep, lottatore estone (Vastseliina, n. 1898 - Kuusamo, † 1960)
- Eduard Sperling, lottatore tedesco (Hamm, n. 1902 - Dortmund, † 1985)

## Matematici(4)
- Eduard Čech, matematico austro-ungarico (Stračov, n. 1893 - Praga, † 1960)
- Eduard Helly, matematico austriaco (Vienna, n. 1884 - Chicago, † 1943)
- Eduard Stiefel, matematico svizzero (Zurigo, n. 1909 - Zurigo, † 1978)
- Eduard Study, matematico tedesco (Coburgo, n. 1862 - Bonn, † 1930)

## Medici(6)
- Eduard Bloch, medico austriaco (Frauenberg, n. 1872 - New York, † 1945)
- Eduard Heinrich Henoch, medico tedesco (Berlino, n. 1820 - Dresda, † 1910)
- Eduard Kaufmann, medico tedesco (Bonn, n. 1860 - Gottinga, † 1931)
- Eduard Lumpe, medico austriaco (n. 1813 - † 1876)
- Eduard Pernkopf, medico austriaco (n. 1888 - † 1955)
- Eduard Wirths, medico tedesco (Würzburg, n. 1909 - Hövelhof, † 1945)

## Militari(8)
- Eduard Clam-Gallas, militare austriaco (Praga, n. 1805 - Vienna, † 1891)
- Eduard George Wilhelm von Langenau, militare, diplomatico e nobile austriaco (Dresda, n. 1787 - Vienna, † 1860)
- Eduard Ritter von Dostler, militare e aviatore tedesco (Pottenstein, n. 1892 - Frezenberg, † 1917)
- Eduard Roschmann, militare austriaco (Graz, n. 1908 - Asunción, † 1977)
- Eduard Strauch, militare e criminale di guerra tedesco (Essen, n. 1906 - Uccle, † 1955)
- Eduard Weiter, militare tedesco (Eschwege, n. 1889 - Itter, † 1945)
- Eduard von Woyna, militare, diplomatico e nobile austriaco (Vienna, n. 1795 - Bruxelles, † 1850)
- Eduard von Below, militare tedesco (Klein Bünzow, n. 1856 - Eutin, † 1942)

## Multiplisti(1)
- Eduard Hämäläinen, ex multiplista bielorusso (Karaganda, n. 1969)

## Nuotatori(3)
- Eduard Kim, nuotatore artistico kazako (n. 2005)
- Eduard Meijer, nuotatore e pallanuotista olandese (Amsterdam, n. 1878 - Amsterdam, † 1929)
- Eduard Stibor, nuotatore e pallanuotista cecoslovacco (Praga, n. 1900)

## Oculisti(2)
- Eduard Jäger von Jaxtthal, oculista austriaco (Vienna, n. 1818 - Vienna, † 1884)
- Eduard Raehlmann, oculista tedesco (Ibbenbüren, n. 1848 - Weimar, † 1917)

## Orientalisti(2)
- Eduard Sachau, orientalista tedesco (Neumünster, n. 1845 - Berlino, † 1930)
- Eduard von Zambaur, orientalista, numismatico e ufficiale austriaco (Podgórze, n. 1866 - Graz, † 1947)

## Ornitologi(1)
- Eduard Daniël van Oort, ornitologo olandese (Barneveld, n. 1876 - Leida, † 1933)

## Pattinatori artistici su ghiaccio(1)
- Eduard Engelmann, pattinatore artistico su ghiaccio e imprenditore austriaco (Vienna, n. 1833 - † 1897)

## Pedagogisti(1)
- Eduard Spranger, pedagogista e psicologo tedesco (Groß-Lichterfelde, n. 1882 - Tubinga, † 1963)

## Pianisti(3)
- Eduard Kunz, pianista russo (Omsk, n. 1980)
- Eduard Marxsen, pianista e compositore tedesco (Altona, n. 1806 - Altona, † 1887)
- Eduard Steuermann, pianista e compositore austriaco (Sambir, n. 1892 - New York, † 1964)

## Piloti motociclistici(1)
- Edi Stöllinger, pilota motociclistico austriaco (Salisburgo, n. 1948 - Schwanenstadt, † 2006)

## Pittori(11)
- Eduard Bargheer, pittore e incisore tedesco (Finkenwerder, n. 1901 - Blankenese, † 1979)
- Eduard Bendemann, pittore tedesco (Berlino, n. 1811 - Düsseldorf, † 1889)
- Eduard Daege, pittore prussiano (Berlino, n. 1805 - Berlino, † 1883)
- Eduard Gebhardt, pittore tedesco (Järva-Jaani, n. 1838 - Düsseldorf, † 1925)
- Eduard Gurk, pittore austriaco (Vienna, n. 1801 - Gerusalemme, † 1841)
- Eduard Lebiedzki, pittore austriaco (Děčín-Podmokly, n. 1862 - † 1915)
- Eduard Friedrich Leybold, pittore austriaco (Stoccarda, n. 1798 - Vienna, † 1879)
- Eduard Majsch, pittore austriaco (Pressburg, n. 1841 - Pressburg, † 1904)
- Eduard Wiiralt, pittore estone (Galanizy, n. 1898 - Parigi, † 1954)
- Eduard Peithner von Lichtenfels, pittore austriaco (Vienna, n. 1833 - Berlino, † 1913)
- Eduard von Steinle, pittore tedesco (Vienna, n. 1810 - Francoforte sul Meno, † 1886)

## Politici(11)
- Eduard von Alvensleben, politico tedesco (Magdeburgo, n. 1787 - Redekin, † 1876)
- Eduard Bernstein, politico, filosofo e scrittore tedesco (Berlino, n. 1850 - Berlino, † 1932)
- Eduard Georg von Bethusy-Huc, politico prussiano (Kreuzburg, n. 1829 - Kreuzburg, † 1893)
- Eduard Heger, politico slovacco (Bratislava, n. 1976)
- Eduard Herbst, politico austriaco (Vienna, n. 1820 - † 1892)
- Eduard Müller, politico austriaco (Oberwart, n. 1962)
- Eduard Müller, politico e avvocato svizzero (Dresda, n. 1848 - Berna, † 1919)
- Eduard Shevardnadze, politico sovietico (Lanchkhuti, n. 1928 - Tbilisi, † 2014)
- Eduard Taaffe, politico austriaco (Vienna, n. 1833 - Eliischau, † 1895)
- Eduard von Kielmansegg, politico tedesco (Hannover, n. 1804 - Blumenau, † 1879)
- Eduard von Steiger, politico svizzero (Langnau im Emmental, n. 1881 - Berna, † 1962)

## Presbiteri(1)
- Eduard Ignaz Koch, presbitero tedesco (n. 1821 - † 1875)

## Psichiatri(1)
- Eduard Einstein, psichiatra svizzero (Zurigo, n. 1910 - Zurigo, † 1965)

## Pugili(1)
- Eduard Hambardzumyan, pugile armeno (Soči, n. 1986)

## Registi(2)
- Eduard von Borsody, regista, direttore della fotografia e sceneggiatore austriaco (Vienna, n. 1898 - Vienna, † 1970)
- Eduard Schnedler-Sørensen, regista, sceneggiatore e produttore cinematografico danese (Rudkøbing, n. 1886 - Copenaghen, † 1947)

## Religiosi(2)
- Eduard Baltzer, religioso, teologo e scrittore tedesco (Hohenleina, n. 1814 - Durlach, † 1887)
- Eduard Philipp Körber, religioso, storico e numismatico estone (Tori, n. 1770 - Võnnu, † 1850)

## Rugbisti a 15(1)
- Eduard Poppe, rugbista a 15 tedesco

## Sciatori alpini(1)
- Eduard Hallberg, sciatore alpino finlandese (n. 2003)

## Scrittori(8)
- Eduard Bass, scrittore, giornalista e attore ceco (Praga, n. 1888 - Praga, † 1946)
- Eduard Hoornik, scrittore olandese (L'Aia, n. 1910 - Amsterdam, † 1970)
- Eduard von Keyserling, scrittore tedesco (Hasenpoth, n. 1855 - Monaco di Baviera, † 1918)
- Eduard Albert Meier, scrittore svizzero (Bülach, n. 1937)
- Eduard Mörike, scrittore tedesco (Ludwigsburg, n. 1804 - Stoccarda, † 1875)
- Multatuli, scrittore e aforista olandese (Amsterdam, n. 1820 - Ingelheim am Rhein, † 1887)
- Ėduard Nikolaevič Uspenskij, scrittore sovietico (Egor'evsk, n. 1937 - Mosca, † 2018)
- Eduard Vilde, scrittore e giornalista estone (Pudivere, n. 1865 - Tallinn, † 1933)

## Scultori(2)
- Eduard Habicher, scultore italiano (Malles Venosta, n. 1956)
- Eduard Müller, scultore tedesco (Hildburghausen, n. 1828 - Roma, † 1895)

## Storici(5)
- Eduard Fueter, storico svizzero (Basilea, n. 1876 - Basilea, † 1928)
- Eduard Hlawitschka, storico tedesco (Velemín, n. 1928)
- Eduard Meyer, storico, egittologo e assiriologo tedesco (Amburgo, n. 1855 - Berlino, † 1930)
- Eduard Sthamer, storico tedesco (Amburgo, n. 1883 - Berlino, † 1938)
- Eduard Winkelmann, storico tedesco (Danzica, n. 1838 - Heidelberg, † 1896)

## Storici della filosofia(1)
- Eduard Zeller, storico della filosofia tedesco (Steinheim an der Murr, n. 1814 - Stoccarda, † 1908)

## Teologi(3)
- Eduard Böhl, teologo tedesco (Amburgo, n. 1836 - Vienna, † 1903)
- Eduard Schweizer, teologo svizzero (Basilea, n. 1913 - Zurigo, † 2006)
- Eduard de Muralt, teologo, bibliotecario e storico svizzero (Bischofszell, n. 1808 - Losanna, † 1895)

## Tuffatori(1)
- Eduard Timbretti Gugiu, tuffatore rumeno (Cuneo, n. 2002)

## Vescovi cattolici(1)
- Eduard Jakob Wedekin, vescovo cattolico tedesco (Groß Düngen, n. 1796 - Hildesheim, † 1870)

## Vescovi vetero-cattolici(1)
- Eduard Herzog, vescovo vetero-cattolico svizzero (Schongau, n. 1841 - Berna, † 1924)